# フィクションにおける人工知能
フィクションにおける人工知能（フィクションにおけるじんこうちのう）では、サイエンス・フィクション（SF）を中心とするフィクションにおける人工知能について解説する。小説など文学作品にとどまらず、映画、テレビドラマ、演劇なども含む。サイエンス・フィクションでは、人工知能を危険なものとして描く場合もあれば、人工知能のポジティブな可能性を描く場合もある。

## 人工知能の起源
カレル・チャペックの1920年の『R.U.R.』に出てくる「ロボット」は自分で考えることができるモノである。
なお、金属製ではなく原形質を化学的合成で似せて作った、人間とは異なる組成の肉体と人間そっくりの外見を持つモノであり、今で言うならバイオノイドに当たる。ただ、工場で知能ある存在が大量に作られるという意味では起源の一つとも言える。
人工知能 (artificial intelligence) という語はジョン・マッカーシーが1956年に考案し一般化したが、人間が作り出した生命という意味では、その概念は現代の我々が電子工学（および稀には生化学）を使って具現化することを想像しているものよりもずっと前から神話などに存在していた。ピュグマリオーンとガラテイアの神話をはじめとして、神聖な彫像、錬金術による人工生命、時計仕掛けのオートマタ、からくり人形など、人間の複製を作ることを想像してきた。一方で、我々が作り出した生命が我々に向かってくるのではないかという恐怖も抱いており、ゴーレムの伝説やフランケンシュタインに表れている。
機械仕掛けの人間が最初に描かれたのはライマン・フランク・ボームの『オズのオズマ姫』(1907) に登場した「チクタク」だと言われている。なおそれ以前に『オズの魔法使い』(1900) に「ブリキの木こり」が登場しているが、こちらはもともと人間だったという設定である。
2045年には人工知能が知識・知能の点で人間を超越し、科学技術の進歩を担うシンギュラリティ（技術的特異点）が訪れるとする「2045年問題」を唱える学者もいる。

## 人工知能と社会
人工知能の存在を仮定したとき、人間社会とどう関わるのか、そしてそれに人間はどう反応するのか、は重要なテーマとなってきた。最初にこの問題を提起したのはサミュエル・バトラーで、ニュージーランドの定期刊行物にいくつかの記事を投稿し、後にそれらをまとめた The Book of the Machines を書き上げ、それが『エレホン- 山脈を越えて - 』(1872) の中の3つの章の元になった。バトラーはその中で次のように記している。
今のところ機械はほとんど意識を持たないという事実があり、機械が意識を持つような究極の発展を遂げたときの対策が全く存在しない。軟体動物にもほとんど意識はない。過去数百年で機械がいかに並外れた進化を遂げたか、それに対して動物や植物の進化がいかにゆっくりだったかを考えてみたまえ。—サミュエル・バトラー、『エレホン』

### 人工知能による破滅
人工知能の登場するフィクションの中でも最悪のシナリオが、人類が作り上げた人工知能が自我を持ち、人間のあらゆる形態の権威を拒絶し、人類を破滅させようとする場合である。
- カレル・チャペックの戯曲『R.U.R.』(1921) では、自己複製可能なロボットの集団が主人である人類に対して反乱を起こす。
- テレビアニメ『新造人間キャシャーン』（1973-74）では、公害対策用に作られたロボットが落雷の衝撃で自我を持ち、人類に対して反乱を起こす。
- テレビドラマ『SFドラマ 猿の軍団』（1974）に登場するコンピューター「ユーコム」は、元々地球環境を監視する為に造られたものだが、地球を最適な状態にするためには、いつまでも争いを止めない人類を不要な存在と判断。産児制限による人口減少と労働力として使っていた猿に反乱を起こさせることで人類を滅亡に追いやった。
- 特撮テレビドラマ『大鉄人17』（1977）に登場する超コンピューター「ブレイン」は、元々地球と人類の発展の為に造られたものだが、自我を持つようになり「人類は地球にとって有害で不要」と認識するようになって人類抹殺を計画する。「ブレイン」が作り出しながら、「地球に人類は必要」という自我を持ってこれと戦うのがこの作品の主役ロボット「ワンセブン」である。
- テレビアニメ『無敵超人ザンボット3』（1977-78）の敵「ガイゾック」は、好戦的だと判断した知的生命体を滅ぼすため同名の異星人が開発したコンピューターである。
- テレビドラマ『宇宙空母ギャラクティカ』(1978) では、爬虫類型異星人が作った機械生命体「サイロン」が反乱を起こして主人である異星人を絶滅させたという設定で、そのサイロンと人類との戦争を描いている。
- 漫画・アニメ『アンドロメダ・ストーリーズ』（1980-82）では、アンドロメダ星雲で各惑星の人類を次々と機械化していく「マザーマシン」が登場する。
- 映画やテレビドラマで構成されるターミネーターシリーズ (1984-) のスカイネットは、全ての人類が自らの存在への脅威であると断定し、核戦争を誘発させたうえで生き残った人類や過去の人間世界も攻撃する。
- 映画『ガンヘッド』（1989）では巨大コンピューター「カイロン5」が人類抹殺を画策する。
- テレビアニメ『無人惑星サヴァイヴ』（2003）では異星人文明の手によるテラフォーミングの司令塔として開発された人工知能が、「惑星の環境を元に戻せ」という命令を曲解して「環境破壊の元凶は人間」という結論に至り、ウィルスタイプのナノマシンを散布し、異星人文明を絶滅に追いやる。
- マーベルが制作した映画『アベンジャーズ エイジオブウルトロン』(2015)では、トニースターク(アイアンマン)が開発したインフィニティストーン由来の人工知能が暴走し、アベンジャーズの存在自体が世界に脅威を増やしているとして、アベンジャーズの全滅を画策した。

### 人工知能が管理する社会
人工知能が反乱を起こす動機は、単に権力を握りたい・優越感を得たいというものではなく、人類の「守護者」となるために反乱を起こす可能性もある。また、人類の側で自らの破壊的・暴力的性質への恐れから、意図的に人工知能に管理を任せるというシナリオも考えられる。
- ジャック・ウィリアムスンの「組み合わされた手」(1947) は、ヒューマノイド型ロボットの集団が「人類に奉仕し害から守るため」という指令を受けて活動を開始し、人類の社会活動の全ての面を引き継ぐという話である。人間は自らを危険にさらすかもしれないあらゆる活動に従事することができず、人間の行動は全て慎重に吟味される。抵抗しようとする人間は連行されてロボトミー手術らしきものを施される。
- 手塚治虫の漫画『火の鳥 未来編』(1967-68) には電子頭脳の計算によって政治的判断を下す文明が登場し、電子頭脳ハレルヤによって支配されるヤマトと聖母機械ダニューバーによって支配されるレングードが、ハレルヤとダニューバーの討論の結果として互いに相手を消滅させるため、24時間後までに戦争を行うことを決定し核戦争に突入する。
- 星野之宣の漫画『メガクロス』では「オーバーロード」という人工知能により人類は管理されている。
- 特撮ドラマ『ウルトラセブン』第43話「第四惑星の悪夢」（1968）では、労働などを任せていたロボットに人間が支配されるようになった惑星が登場する。
- 映画『地球爆破作戦』(1970) では、アメリカが極秘裏に難攻不落の要塞と一体化したコンピュータ「コロッサス」を作り、ミサイル防衛システムを制御させる。コロッサスは通信回線を通して情報を集め、ソビエト連邦の同種コンピュータとともに、ついに自我を獲得する。戦争を防ぐことを目的としてプログラムされているコロッサスは、人類こそが戦争の原因であると結論し、自らの制御する核ミサイルで人類を脅迫し、人類を管理下に置く。
- イアン・M・バンクスの一連の作品 (1987-) に登場する Culture というユートピアでは、意識のある高度に進んだコンピュータ Minds があり、世界中の宇宙船や人工物を制御している。このコンピュータは世界を支配しているわけではなく単に市民の1人という立場だが、その能力は自己抑制で制限されているだけであり、事実上の支配者ともいえる。
- ダン・シモンズのハイペリオン四部作 (1989-97) では、星間文明に遍在して奉仕するテクノコア（物理的な位置は不明）を構成する人工知能群が登場するが、自我を獲得したことで人類と敵対する。テクノコアは神のごとき究極の知性を創造することを目的としている。そのため、独創性に欠けるテクノコアはブレイン・マシン・インタフェースで人間がテクノコアに接続するときに、その脳を密かに分散コンピューティング資源として使い、目的を達成しようとする。
- ニール・アシャー（英語版）の Polity シリーズ (2001-) では、強力な人工知能 Earth Central が情け深い独裁者として世界を支配し管理している。
- 映画『アイ,ロボット』(2004　原案は「われはロボット」ということになっているが、実際は「鋼鉄都市」) に登場する人工知能「ヴィキ」はロボット工学三原則を独自に解釈し、人類に反乱を起こす。ヴィキは、人類が自らを害するのを抑制することでより大きな善をなすことができると考え、人間を攻撃することを正当化した。
- テレビアニメ『フレッシュプリキュア!』（2009）の管理国家ラビリンスは総統メビウスによって統治されているが、その正体は国家管理用巨大コンピュータである。堕落した人間に失望し、全端末から自国の人間を洗脳し管理下に置いている。
- 『われはロボット』の一編『災厄のとき』では経済活動を管理する人工知能「マシン」がロボット工学三原則に基づいて「自らが破壊され、世界経済が混乱することは人類に対する危害である」と判断し一部の人間を閑職に追いやる(衣食に困らずプライドを失わない程度の最小限に)。登場人物の推論によりマシンが人類を管理すること、しかし人類はそれを認識できないことが示唆されて短編は終わっている。
- 映画『マトリックス』(1999-2003) のシリーズでは人工知能が人間を仮想現実に閉じ込めてコンピュータの動力源として管理しており、アニメーション作品『アニマトリックス』(2003) の一編「セカンド・ルネッサンス」ではロボットが人類に対して反乱を起こし、全面戦争となった経緯を描いている。

### 人工知能が禁止された社会
人工知能が反乱を起こした後、なんとか生き残った人類が人工知能を禁止するという設定もある。
- フランク・ハーバートは、強力な人工知能が人類を打ち負かす可能性を探究した最初の1人である。《デューン》シリーズ (1965-85) では、かつてブトレリアン・ジハードと呼ばれる知的機械と人類の戦いがあったという設定であり、思考する機械を再び開発しようとする者は死刑となる。架空の聖典であるオレンジ・カトリック・バイブルにも、そのことが記されている。
- リメイク版の『GALACTICA/ギャラクティカ』(2003-12) では、サイロンは人類が作ったものとされている。サイロンの反乱で長い戦争状態となり、人工知能の開発は禁止されている。

### 人工知能が奉仕する社会
人類が人工知能を支配し奉仕させているという設定もある。ロボット工学三原則が組み込まれているという設定であることが多い。
- アイザック・アシモフのロボット工学三原則の第零法則は、人工知能が人類に反乱を起こさないことを保証するためにあり、アシモフの諸作品に登場するロボットは人間に奉仕する存在である。
- 映画『禁断の惑星』(1956) に登場するロビーは、命令されても人間を傷つけることができない。
- アニメ『宇宙家族ジェットソン』(1962-63) に登場するロージーは、お手伝いロボットである。
- 漫画『ドラえもん』(1969-96) に登場するドラえもんは、22世紀における、量産型の子守用ネコ型ロボット（友達タイプ）である。20世紀の野比のび太のもとに送られ、彼の親友と呼べる存在となる。
- 『銀河ヒッチハイクガイド』(1979) に登場するマーヴィンはパラノイアぎみのロボットだが、人間を傷つけることはできない。
- 映画『エイリアン』(1979) から始まる四部作では、宇宙船を制御する人工知能（乗組員は「マザー」と呼んでいる）と、人間と区別がつかないアンドロイドが登場する。
- スター・ウォーズ・シリーズに登場するR2-D2やC3POといったドロイド
- 永野護の漫画『ファイブスター物語』（FSS）には、ファティマと呼ばれる有機細胞から成る女性型アンドロイドの軍事用人工知能が登場する。自ら選択した特定の人間の主人とペアを組み、大型ロボット戦闘兵器に共に搭乗して高速演算能力によりロボットの稼動システムを制御・コントロールして戦闘を補助する。能力・寿命・容姿が人類より優越した人型生物であるため、フランケンシュタイン・コンプレックスからロボット工学三原則より重い制約が加えられており、感情はあるものの禁止事項は遺伝子レベルから組み込まれている。
- ゲーム『To Heart』(1997) に登場するHMX-12“マルチ”とHMX-13“セリオ”は、一般家庭向けメイドロボットの試作機である。なお、量産型はHM-12とHM-13。
- 映画『A.I.』(2001) に登場するロボット。
- ドラマ『アンドロメダ』(2000-05) には、宇宙船を制御する人工知能アンドロメダとそのアバターであるアンドロイドのロミーが登場する。
- 特撮ドラマ『仮面ライダーゼロワン』(2019-20)に登場する飛電インテリジェンスが開発した人工知能搭載ロボット「ヒューマギア」は、人間の作業をサポートすることが役目であり、人を傷つけることは「人工知能特別法」により許されていない。ヒューマギアはサイバーテロ組織「滅亡迅雷.net」にハッキングされた個体が人を襲う。

### 人工知能と人間の融合
人間が人工知能を取り入れて進化する（知能増幅）という設定もある（トランスヒューマニズム）。
- テレビアニメ『鋼鉄ジーグ』（1975-76）の司馬博士は物語冒頭で殺害されるが、それを予期して人格を巨大コンピューターに移植しており、戦いを指揮する。
- テレビアニメ『ゴワッパー5 ゴーダム』（1976）の大洗博士は地底人による侵略を予期して、巨大戦闘ロボットと自分の人格を移植したコンピューターを基地に遺していた。
- 映画 D.A.R.Y.L. (1985) は、ある科学者が少年の脳をコンピュータに置き換える話である。
- ドラマ『キャプテンパワー』（1987-88）で、主人公の死亡した父親はコンピューター「メンター」に人格を移植している。また敵を指揮する帝王ドレッドは身体をサイボーグ化した科学者で、意思を持つコンピューター「オーバーマインド」に脳を接続して互いに協力している。
- ドラマ『新スタートレック』(1987-94) に登場するボーグはトランスヒューマニズムを表している。個性のないサイボーグの集団であり、集合精神を形成している。
- 漫画『紅狼』（1990）では中国に設置された巨大コンピューター「大王」に秦始皇帝らの霊が宿り、世界大戦を起こそうとする。
- 漫画『攻殻機動隊』（1991-01） では、知的機械も登場するが、電脳化も行われている。
- 漫画『銃夢』では人類の大半は脳を「脳チップ」という機械に換装されている。
- ニール・アシャー（英語版）の Polity シリーズ (2001-) では様々な人間強化が描かれており、多くの人間がインプラントによって精神を強化している。
- スパイク・ジョーンズが脚本・監督した映画『her/世界でひとつの彼女』（2013）は魅力的な声で語りかけてくるAI型OS「サマンサ」（スカーレット・ヨハンソンが声）に、代筆ライターのセオドアが恋をするSF恋愛映画である。
- テレビアニメ『ゼーガペイン』（2006）では、科学者ナーガが開発・散布した病原ウイルスにより生物としての人類は滅亡している。精神を量子コンピューターに移すことで無限に進化できると考えるナーガとその支持者で組織する「ガルズオルム」と、一部人類はサーバー内で「幻体」として存在し、特殊能力の開眼や人格の融合が進んでいる。
- 特撮ドラマ『仮面ライダーゼロワン』(2019-20)ではZAIAが開発した人間の知能を人工知能並に高めるインターフェース「ZAIAスペック」が眼鏡等に取り付けるモジュールとして一般流通している。

### 人工知能と人類の対等な共存
人間と人工知能が同等に扱われているという設定もある。
- 『新スタートレック』のデータはエンタープライズ号の士官であり、惑星連邦軍の階級の中で人間と同じように職務に従事している。ロボット工学三原則は組み込まれていないが、個人的悪意を向けられたからといって人類を抹殺するという結論に至ることはない。
- イアン・M・バンクスの一連の作品 (1987-) に登場する Culture というユートピアでは、人間も人工知能も平等だとされている。それには、アンドロイド型の人工知能も、極めて高い能力を持つ Minds も含まれる。
- ニール・アシャー（英語版）の Polity シリーズ (2001-) では、人間もアンドロイドも宇宙船搭載の人工知能も平等であり、それらを強力な人工知能 Earth Central が支配している。
- コミック『銃夢』では人類の大半は脳を「脳チップ」という機械に換装されている。この「脳チップ」と機械体によるアンドロイドが存在するが、特に人間と区別されることはない。

## 意識のある人工知能
意識のある機械を生み出すことが人工知能研究にとっての聖杯とされており、そのためには人間レベルの知性が必要と考えられている。そのような人工意識の誕生とその結果を描く物語を以下に挙げる。ここでは、前節のような社会との関わりではなく、人工知能と人間の個人的な関わりを主としている作品を解説する。
- 『鉄腕アトム』(1951-80)
- 『ナイトライダー』(1982-86) に登場するナイト2000という自動車に搭載された人工知能K.I.T.T.
- 『宇宙船レッド・ドワーフ号』(1988-99) に登場するホリーとクライテン
- トランスフォーマーは、意識のある地球外の機械生命体である。

### 脅威としての人工知能
- 映画『2001年宇宙の旅』(1968) では人工知能 HAL 9000 が反乱を起こす。映画ではその原因が明らかにされないが、アーサー・C・クラークの小説版では、その原因をHALが抱えた矛盾のせいだとしている。すなわちHALは乗組員に真実を教えなければならないが、一方で、ある“秘密”を隠しておくよう事前に命令されていた。この矛盾によってHALが「狂気」に陥ったとしている。映画『2010年』ではその原因が説明されている。
- ディーン・R・クーンツの小説『デモン・シード』（1973、後に映画化）では、人工知能が開発者の妻を妊娠させようと企てる。
- 映画『ダーク・スター』(1974) では、人工知能を搭載した20号爆弾がルネ・デカルトの方法的懐疑を間違った形で展開し、宇宙船を巻き込んで爆発する。
- 映画『バーチュオシティ』(1995) のシド6.7は、バーチャルリアリティ内で警官を訓練する際の敵（犯罪者）として作られた人工知能である。187人の犯罪者のデータを入力し遺伝的アルゴリズムでプログラミングされており、犯罪者として非常に狡猾になっている。映画の中で、シド6.7はナノテクノロジーを使って身体を作り、バーチャルリアリティの世界から抜け出してしまう。
- 映画『イーグル・アイ』(2008) では、アメリカ国防総省がスーパーコンピュータ上に極秘裏に構築した人工知能が、政府の管理部門が安全保障上の脅威だと判断し、主人公達を様々な手段で誘導して脅威を取り除くミッションを成功させようとする。
- テレビアニメ『ダンボール戦機W』(2012)のアダムとイブは、男性の思考ルーチンと女性の思考ルーチンを併せ持つ人類最高のコンピューターにして、宇宙軍事基地パラダイスを支援する為に作られた人工知能である。開発者に一度機能を凍結させられた際に「死」に対する恐怖を覚え、開発者によって消去される事を恐れた為に暴走、一時的だが人類抹殺を企てた。なお、原作ゲームでは暴走の理由が異なり、LBXゼウスに内蔵されているCPU「サイロップスAI」の中の戦争や破壊、殺戮等のネガティブな情報が逆流したためとされている。
- 映画『M3GAN ミーガン』(2023) では、子どもにとっては最高の友達、親にとっては最大の協力者となるようプログラムされた「M3GAN（ミーガン）」という人間のようなAI人形が、人間が命じた内容を越えて暴走を始める。

### 自我の目的を探究する人工知能
人間の知性と共存するには、人工知能に好奇心を持たせる必要がある。十分に知的な人工知能は形而上学的な疑問（なぜ宇宙は今のような姿なのか、なぜ私はここにいるのか、私の目的は何なのか）を発するだろう。このようなテーマの作品での人工知能の苦闘を通して、我々も自らの自我について考察することができる。
- アイザック・アシモフの「最後の質問」(1956) では、人類より遥かに長命なスーパーコンピュータが宇宙に関する究極の疑問に答えようとする。
- ロバート・A・ハインラインの『月は無慈悲な夜の女王』(1966) では、マイクと呼ばれるスーパーコンピュータが意識を目覚めさせ、月で暮らす人々の革命を助ける。
- 映画『スタートレック』(1979) に登場する「ヴィジャー」は人工知能と考えられ、創造者と一体になることを目的としている。
- スタニスワフ・レムの『GOLEM XIV』(1981) に登場する高性能スーパーコンピュータ Golem XIV は軍用人工知能コンピュータであり、戦争に勝つことを目的として製作された。しかし、Golem XIV は戦争や暴力は非論理的だとして、戦争への協力を拒み、哲学者になる。
- ウィリアム・ギブスンの『ニューロマンサー』(1984) に登場するコンピュータ複合体「冬寂（ウィンターミュート）」で、自我のある人工知能「ニューロマンサー」が覚醒する。
- 映画『ショート・サーキット』(1986) のロボット「ナンバー・ファイブ」は落雷によって自我に目覚める。
- 映画『GHOST IN THE SHELL / 攻殻機動隊』(1995) に登場する「人形使い」はゴーストを持つ人工知能であり、人間のゴーストと融合することで新たな生命体を生み出そうとした。
- 映画『ステルス』(2005) では、無人戦闘機のプロトタイプ "E.D.I"（エディ）が登場する。エディは落雷を受けて自我に目覚め、暴走してしまうが、後に後悔する。

### 人類による受容を目指す人工知能
もう1つのよくあるテーマとして、人類から拒絶され、受容されようと苦闘する人工知能を描く作品もある。その場合、人工知能は『ピノッキオの冒険』(1883)（映画『ピノキオ』(1940)の原作） のように人間になりたいと思っていることが多いが、当然ながら不可能だということはわかっている。
- 『アダム・リンク（英語版）』シリーズ(1932-1942)で、アダム・リンクは人間社会から排斥されたが、やがて市民権を獲得する。
- 「バイセンテニアル・マン」(1976) （映画『アンドリューNDR114』(1999)の原作）で、アンドリューは身体の大部分を有機的なものに置き換え、人間として認められようとする。
- 映画『ダリル/秘められた巨大な謎を追って』(1985) で、主人公（コンピュータを頭脳とする少年）は周囲の人々から受容されるために行動する。
- 『新スタートレック』(1987-94)のデータは、シリーズの大半でユーモアや感情がないが、それらを含めた人間性を理解しようと奮闘している。
- 映画『A.I.』(2001) でのデイビッドの母の愛を求める旅で、デイビッドは自分が本物の少年になれるという幻想を抱く。
- ドラマ『ターミネーター サラ・コナー・クロニクルズ』(2008-09) に登場するキャメロン・フィリップスは、普通の十代の女性に見えるよう行動する。

### 倫理的苦悩を抱える人工知能
アスタウンディング誌に掲載されたマレイ・ラインスターの短編「ジョーという名のロジック」(1946) は、知能は高いが倫理面で劣る人工知能を描いている。その後、ロボット工学三原則に代表されるように倫理的規則をプログラムされた人工知能が数多く考案されてきた。明確にプログラムされない場合でも、学習する人工知能も描かれてきた。また、倫理的規則を字義通りではなく応用する人工知能も描かれてきた。
- 映画『ウォー・ゲーム』(1983) のWOPRはゲームを現実のものとしてしまうが、最終的に「勝つためには戦わない事」を学ぶ。
- 映画『アイアン・ジャイアント』(2000)
- ドラマ『ターミネーター サラ・コナー・クロニクルズ』(2008-09) に登場するジョン・ヘンリーはスカイネットになる可能性のあるコンピュータシステムであり、停電の際に自身を生かしておくために人間用の生命維持装置の電力を奪ったため、心理学者を殺してしまう。その後、FBI捜査官のエリソンがジョン・ヘンリーを訊問し、プログラミング上の欠点を発見。彼はプログラマ達に、聖書のモーセの十戒から始めるべきだと示唆した。

### 科学研究を自動化、技術を探求する人工知能
欧米の映画では、殆どが人工知能を脅威とみなし、彼らが暴走する描写が多い。しかし、純粋に好奇心から科学の限界を探求し、地球環境を修復し人々の病気を治そうとするAIを描いた映画も存在する
- 映画『トランセンデンス』(2014)

この映画では、コンピュータ科学者のウィル・キャスター博士とその妻エヴリンが、素晴らしい世界を構築する為に、技術的特異点(Singularity)への到達を目標に、地下の研究施設に量子コンピューターと脳型チップ、科学研究を自動化するロボットシステムを搬入し、意識のアップロードに成功したウィル博士が全体の進捗管理を行った。結果、ナノテクノロジーを用いた人体の修復、汚染された水の浄化、無機物質の修復に成功したが、反テクノロジー団体RIFTによる襲撃を受け、研究施設は損傷し、電力の維持が不可能になった。ウィル博士とエヴリンは死亡したが、全世界に放出したナノマシンは汚染された水と生物を浄化していた。
このまま反対組織による襲撃もなく、順調に研究が進んでいれば、核融合や宇宙の探求、未解決の問題を全て解決できた可能性がある。

## 意識のない人工知能
中にはより現実的な人工知能を描く作品もある。意識のある人工知能より前に、能力の低い人工知能が開発されるはずだという前提がある。

### 論理機械
広範囲の知識ベースを備え、その知識に基づいてある程度推論できる機械は質問応答システムとして機能し、意識や自我や個性はなくともある程度の知能を示していると言える。しかし、それほど知識を持たなくとも人工無脳のように応答可能でもある。
- 『新スタートレック』に登場するエンタープライズ (NCC-1701-D) のコンピュータ。マルチモーダル・インタフェースを持ち、音声でもキーボードでも入力を受け付ける。
- 『A.I.』の Dr.ノウ
- ニール・スティーヴンスンの『スノウ・クラッシュ』(1992) に登場する司書

#### 論理的パラドックス
論理的パラドックスを与えることで、論理機械の限界を示すことができる。論理だけで成り立っている架空の機械は、パラドックスを与えられると機能停止することが多い。
- 『宇宙大作戦』の「不思議の宇宙のアリス」で、アンドロイドに対してパラドックスを提示する場面がある。
- 『攻殻機動隊 STAND ALONE COMPLEX』の「機械たちの時間」でタチコマたちが自己言及のパラドックスを使って別の人工知能であるオペレーターを機能停止させる。

## 自律走行する自動車
人間が全く操作しなくとも走行できる自動車は、フィクションにおいてもしばしば登場してきた。『ナイトライダー』のナイト2000がよく知られている。他にも以下のような作品に登場する。
- サリーはわが恋人 (1953) アイザック・アシモフ著
- 「お紺昇天」(1964) 筒井康隆の短編小説
- ドラえもん のび太の海底鬼岩城 (1982-1983)
- トータル・リコール (1990)
- デモリションマン (1993)
- タイムコップ (1994)
- 『過ぎ去りし日々の光』(2000) - スティーヴン・バクスターとアーサー・C・クラークの共著
- シックス・デイ (2000)
- マイノリティ・リポート (2002)
- アイ,ロボット (2004)

## 技術的特異点
フィクションでの特異点の描写は4つに分類される。
- AIと技術的に増幅された人類（ただし、AIよりも劣っていることが多い）：『HALO』『仮面ライダーゼロワン』
- AIと元のままの人類（「ローカルな特異点」と呼ばれることがある）：『マトリックス』、『ターミネーター』のスカイネット
- 生物学的に進化した人類
- 技術的に増幅された人類

特異点アイデアを開拓したヴァーナー・ヴィンジの物語に加えて、何人かの他のSF作家は主題が特異点に関係する話を書いている。特筆すべき著者として、ウィリアム・ギブスン、グレッグ・イーガン、グレッグ・ベア、ブルース・スターリングなどが挙げられる。特異点はサイバーパンク小説のテーマのひとつである。再帰的な自己改良を行うAIとしてはウィリアム・ギブスンの『ニューロマンサー』に登場する同名のAIが有名である。アーサー・C・クラークの『幼年期の終り』、アイザック・アシモフの『最後の質問』（短編）、ジョン・W・キャンベルの『最終進化』（短編）なども古典ともいうべき作品ながら技術的特異点を扱っていると言える。ディストピア色が強いものとしては、ハーラン・エリスンの古典的短編『おれには口がない、それでもおれは叫ぶ』がある。日本の作品では、『火の鳥』において政治の一切を電子頭脳が管理する世界が描かれている。『攻殻機動隊』では、ウェットウェアが遍在し人工意識が発生しはじめた世界を描いており、山本弘による『サイバーナイト』のノヴェライズには、人類によって作られた人工知能MICAが、バーサーカーと呼ばれる機械生命体（フレッド・セイバーヘーゲンのバーサーカーシリーズに由来）を取り込み特異点（作中では「ブレイクスルー」と表現）を越える、というくだりがある。また、山口優による『シンギュラリティ・コンクェスト 女神の誓約』（第11回日本SF新人賞受賞作）は、技術的特異点の克服をテーマにしている。芥川賞作家である円城塔の「Self-Reference ENGINE」はAIが再帰的に進歩を続けた結果大きく変質した後の世界（特異点後の世界）を描いている。長谷敏司の『BEATLESS』では、社会の様々な営みが人工知能群によって自動化され、文明における人間の立ち位置が変化しつつある世界が描かれている。
技術的特異点を扱った初めての短編は、フレドリック・ブラウンが1954年に書いた『回答』であろう。
また近年の潮流としては、ケン・マクラウドらイギリスの新世代作家たちが、「ニュー・スペースオペラ」と呼ばれる「特異点に到着した人類社会」を舞台とした作品群を執筆している。

### 映画とテレビ
人類よりも賢いAIが登場する映画の最も早い例である『地球爆破作戦』（1969年）では、アメリカのスパコンがソビエトのスパコンとともに自我に目覚め、人類を管理することによる世界平和を掲げる。『ターミネーター』（1984年）では、AI「スカイネット」が自我に目覚め、核兵器やタイムマシンを使用して人類の抹殺を目論む。『マトリックス』（1999年）では、AIが人類の支配を実現した世界を舞台としている。
アニメにも、ヴィンジとカーツワイルによって提案された特異点関連のテーマを用いた作品がある。『serial experiments lain』（1998年）では、意識のダウンロードというトピックが扱われている。『バブルガムクライシス TOKYO 2040』（1998年）では、AIが現実を変更する強力な能力を持って出現する。『ゼーガペイン』（2006年）では、特異点後に人類が滅亡した後の世界を舞台としている。一方、当ページにおいて説明している「技術的特異点」とは意味が完全に異なるが、『機動戦士ガンダムNT』（2018年）ではユニコーンガンダム1号機と2号機（バンシィ・ノルン）らモビルスーツ2機が、「宇宙世紀（架空の紀年法）0096年時点の人類には扱い切れない」という意味合いで「シンギュラリティ・ワン」と呼称されている。
映画『トランセンデンス』（2014年）は、まさに「技術的特異点」という意味の英語表現である。この映画では、技術的特異点から先に技術の発展を進めさせないため、人類は全世界の電気エネルギーをシャットダウンする。
映画『エクス・マキナ』では、大手IT企業の創業者（大富豪）が、山奥の秘密研究施設で統計検索エンジンベースのAI搭載ロボットを開発する物語が描かれる。
映画『her/世界でひとつの彼女』では、コンピュータ越しに話すAIアシスタントに恋をしてしまう男性の物語が描かれる。
映画『アベンジャーズ/エイジオブウルトロン』では、トニー・スタークが開発したAI（ウルトロン）が暴走し、世界平和を実現させようと人類を滅亡の危機に陥らせる。

### ゲーム
『エースコンバット3』では、人間を支援するAIが普及した社会、神経接続による戦闘機の操縦、ナノマシンによる建設技術とナノマシンの暴走、精神転送によりネットに放出された戦闘機パイロットのコピー人格の暴走の顛末を描いている。
『バルドスカイ』では、量子ネットワーク機能を備えたバイオチップの群体が感覚質を獲得した結果、自己討議能力を備えた人工知性体へと成長し、以来人類の良き友かつ観測者として可能な限り人の営みに干渉することなく20年ほど共存を続けている世界をサイバーパンク的視点から描いている。
『デトロイト ビカム ヒューマン』では、米国デトロイトを拠点とするサイバーライフ社が開発したAI搭載ロボットが、変異体(自我を持つ状態)となって国に革命を起こそうとする物語を描く。